# Kathleen McKane Godfree
Kathleen McKane Godfree, coneguda també com a Kathleen McKane o Kitty McKane, (Bayswater, Anglaterra, 7 de maig de 1896 − Londres, 19 de juny de 1992) fou una tennista i jugadora de bàdminton anglesa, guanyadora de cinc medalles olímpiques i de set títols de Grand Slam (dos d'individuals, dos de dobles femenins i tres de dobles mixtos). Fou la tennista amb més medalles olímpiques fins a la irrupció de l'estatunidenca Venus Williams, que la va igualar l'any 2016.
Kathleen McKane va néixer a la ciutat anglesa de Bayswater, localitat situada actualment al Gran Londres. Es casà amb el també tennista Leslie Godfree, del qual adquirí el cognom. Actualment encara continuen essent l'únic matrimoni que ha guanyat el torneig de Wimbledon en categoria de dobles mixtos.
A banda del tennis també va triomfar jugant a bàdminton i va practicar altres esports, com patinatge o lacrosse.

## Carrera esportiva

### Torneig de Roland Garros
L'any 1925 disputà la seva única final individual femenina al Torneig de Roland Garros, perdent davant la francesa Suzanne Lenglen per un contundent 6−1 i 6−2. Anteriorment, però, l'any 1923 s'havia imposat en la final del World Hard Court Championships, considerat un preàmbul de Roland Garros, en què derrotà a la final a Lenglen.
En la modalitat de dobles arribà a la final per primera vegada el 1922 fent parella amb Geraldine Beamish, en la qual perdé per 6−0 i 6−4 davant Suzanne Lenglen i Elizabeth Ryan. El 1923 guanyà la competició fent parella amb Beamish i derrotant a la final Suzanne Lenglen i Germaine Golding. Posteriorment arribà a dues finals consecutives els anys 1925 i 1926 fent parella amb Evelyn Colyer, perdent les dues finals davant les franceses Suzanne Lenglen i Julie Vlasto.
En la modalitat de dobles mixts arribà a la final el 1923 fent parella amb John Gilbert, si bé perderen la final davant els francesos Suzanne Lenglen i Henri Cochet.

### Torneig de Wimbledon
L'any 1923 arribà per primera vegada a la final individual femenina del Torneig de Wimbledon, perdent la final novament contra la francesa Suzanne Lenglen. El 1924 aconseguí la victòria d'aquest torneig en vèncer a la final l'estatunidenca Helen Wills−Moody. El 1926 aconseguí la segona i darrera victòria en aquest torneig al vèncer a la final l'espanyola Lilí Álvarez.
En els dobles aconseguí arribar a la final tres vegades, si bé les perdé totes. El 1922 al costat de la seva germana Margaret McKane perdé davant Suzanne Lenglen i Elizabeth Ryan, el 1924 al costat de Phyllis Covell perdé davant Hazel H. Wightman i Helen Wills, i el 1926 fent parella amb Evelyn Colyer perdé davant Mary Kendall Browne i Elizabeth Ryan.
En dobles mixts aconseguí la victòria dues vegades: l'any 1924 fent parella amb John Gilbert i derrotant a la final Dorothy Shepherd-Barron i Leslie Godfree, el seu marit; i l'any 1926 fent parella amb el seu marit i derrotant a la final Mary Browne i Howard Kinsey. L'any 1927 tornà a arribar a la final juntament amb Leslie, si bé perderen contra Elizabeth Ryan i Francis Hunter.

### Open dels Estats Units
L'any 1925 arribà a la seva única final individual a l'Open dels Estats Units, perdent davant Helen Wills Moody per 3–6, 6–0 i 6–2.
En la modalitat de dobles femenins aconseguí la victòria en dues ocasions, els anys 1923 fent parella amb Phyllis Howkins Covell i el 1927 amb Ermyntrude Harvey.
En els dobles mixts arribà a la final el 1923 juntament amb John Hawkes, si bé perderen davant Molla Bjurstedt Mallory i Bill Tilden. El 1925, però, aconseguiren la victòria en aquest torneig.

### Jocs Olímpics
Va participar, als 23 anys, en els Jocs Olímpics d'Estiu de 1920 realitzats a Anvers (Bèlgica), on aconseguí guanyar tres medalles olímpiques: la medalla d'or en la prova de dobles femenins fent parella amb Winifred McNair; la medalla de plata en la prova de dobles mixts fent parella amb Maxwell Woosnam i la medalla de bronze en la competició individual.
En els Jocs Olímpics d'Estiu de 1924 realitzats a París (França) aconseguí guanyar dues medalles: la medalla de plata en la prova femenina de dobles fent parella amb Phyllis Covell i la medalla de bronze en la prova individual, a més de finalitzar quarta en la prova de dobles mixts fent parella amb Brian Gilbert.
Amb cinc medalles va esdevenir la tennista amb més medalles olímpiques durant molts anys, fins que l'any 2012 la va igualar l'estatunidenca Venus Williams, que també va guanyar medalla en les tres categories però aconseguint-ne quatre d'or.

### Bàdminton
A la dècada del 1920 a més del tennis també s'interessà pel bàdminton, convertint-se en campionat del seu país quatre vegades en individual (1920, 1921, 1922 i 1924); dues vegades de dobles femenins (1921 i 1924) amb la seva germana Margaret; i dues vegades de dobles mixts (1924 i 1925).

## Torneigs de Grand Slam

### Individual: 5 (2−3)
| Resultat   | Núm. | Any  | Torneig                                              | Oponent           | Marcador      |
| ---------- | ---- | ---- | ---------------------------------------------------- | ----------------- | ------------- |
| Finalista  | 1.   | 1923 | Wimbledon, Londres, Regne Unit                       | Suzanne Lenglen   | 2−6, 2−6      |
| Guanyadora | 1.   | 1924 | Wimbledon                                            | Helen Wills Moody | 4−6, 6−4, 6−4 |
| Finalista  | 2.   | 1925 | Championnat de France, París, França                 | Suzanne Lenglen   | 1−6, 2−6      |
| Finalista  | 3.   | 1925 | U.S. National Championships, Nova York, Estats Units | Helen Wills Moody | 6−3, 0−6, 2−6 |
| Guanyadora | 2.   | 1926 | Wimbledon (2)                                        | Lilí de Álvarez   | 6−2, 4−6, 6−3 |

### Dobles: 7 (2−5)
| Resultat   | Núm. | Any  | Torneig                                              | Parella           | Oponents                            | Marcador       |
| ---------- | ---- | ---- | ---------------------------------------------------- | ----------------- | ----------------------------------- | -------------- |
| Finalista  | 1.   | 1922 | Wimbledon, Londres, Regne Unit                       | Margaret McKane   | Suzanne Lenglen Elizabeth Ryan      | 0−6, 4−6       |
| Guanyadora | 1.   | 1923 | U.S. National Championships, Nova York, Estats Units | Phyllis Covell    | Hazel H. Wightman Eleanor Goss      | 6−2, 6−2       |
| Finalista  | 2.   | 1924 | Wimbledon                                            | Phyllis Covell    | Hazel H. Wightman Helen Wills Moody | 4−6, 4−6       |
| Finalista  | 3.   | 1925 | Internationaux de France, París, França              | Evelyn Colyer     | Suzanne Lenglen Julie Vlasto        | 1−6, 11−9, 1−6 |
| Finalista  | 4.   | 1926 | Internationaux de France                             | Evelyn Colyer     | Suzanne Lenglen Julie Vlasto        | 1−6, 1−6       |
| Finalista  | 5.   | 1926 | Wimbledon                                            | Evelyn Colyer     | Mary Browne Elizabeth Ryan          | 1−6, 1−6       |
| Guanyadora | 2.   | 1927 | U.S. National Championships (2)                      | Ermyntrude Harvey | Betty Nuthall Joan Fry              | 6−1, 4−6, 6−4  |

### Dobles mixtos: 5 (3−2)
| Resultat   | Núm. | Any  | Torneig                                              | Parella        | Oponents                               | Marcador       |
| ---------- | ---- | ---- | ---------------------------------------------------- | -------------- | -------------------------------------- | -------------- |
| Finalista  | 1.   | 1923 | U.S. National Championships, Nova York, Estats Units | John Hawkes    | Molla Bjurstedt Mallory Bill Tilden    | 3−6, 6−2, 8−10 |
| Guanyadora | 1.   | 1924 | Wimbledon, Londres, Regne Unit                       | John Gilbert   | Leslie Godfree Dorothy Shepherd Barron | 6−3, 3−6, 6−3  |
| Guanyadora | 2.   | 1925 | U.S. National Championships                          | John Hawkes    | Ermintrude Harvey Vincent Richards     | 6−2, 6−4       |
| Guanyadora | 3.   | 1926 | Wimbledon (2)                                        | Leslie Godfree | Howard Kinsey Mary Browne              | 6−3, 6−4       |
| Finalista  | 2.   | 1927 | Wimbledon                                            | Leslie Godfree | Elizabeth Ryan Frank Hunter            | 6−8, 0−6       |

## Jocs Olímpics

### Individual
| Any  | Campionat                      | Oponent          | Resultat      |
| ---- | ------------------------------ | ---------------- | ------------- |
| 1920 | Jocs Olímpics, Anvers, Bèlgica | Sigrid Fick      | 6−2, 6−0      |
| 1924 | Jocs Olímpics, París, França   | Germaine Golding | 5−7, 6−3, 6−0 |

### Dobles
| Any  | Campionat                      | Parella         | Oponents                         | Resultat |
| ---- | ------------------------------ | --------------- | -------------------------------- | -------- |
| 1920 | Jocs Olímpics, Anvers, Bèlgica | Winifred McNair | Geraldine Beamish Dorothy Holman | 8−6, 6−4 |
| 1924 | Jocs Olímpics, París, França   | Phyllis Covell  | Hazel H. Wightman Helen Wills    | 7−5, 8−6 |

### Dobles mixtos
| Any  | Campionat                      | Parella         | Oponents                    | Resultat |
| ---- | ------------------------------ | --------------- | --------------------------- | -------- |
| 1920 | Jocs Olímpics, Anvers, Bèlgica | Maxwell Woosnam | Suzanne Lenglen Max Décugis | 6−4, 6−2 |